# Liste des canaux de San Polo

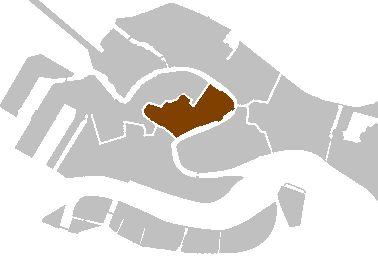
Localisation de San Polo à Venise.

Cet article recense les canaux de San Polo, sestiere de Venise en Italie.

## Généralités

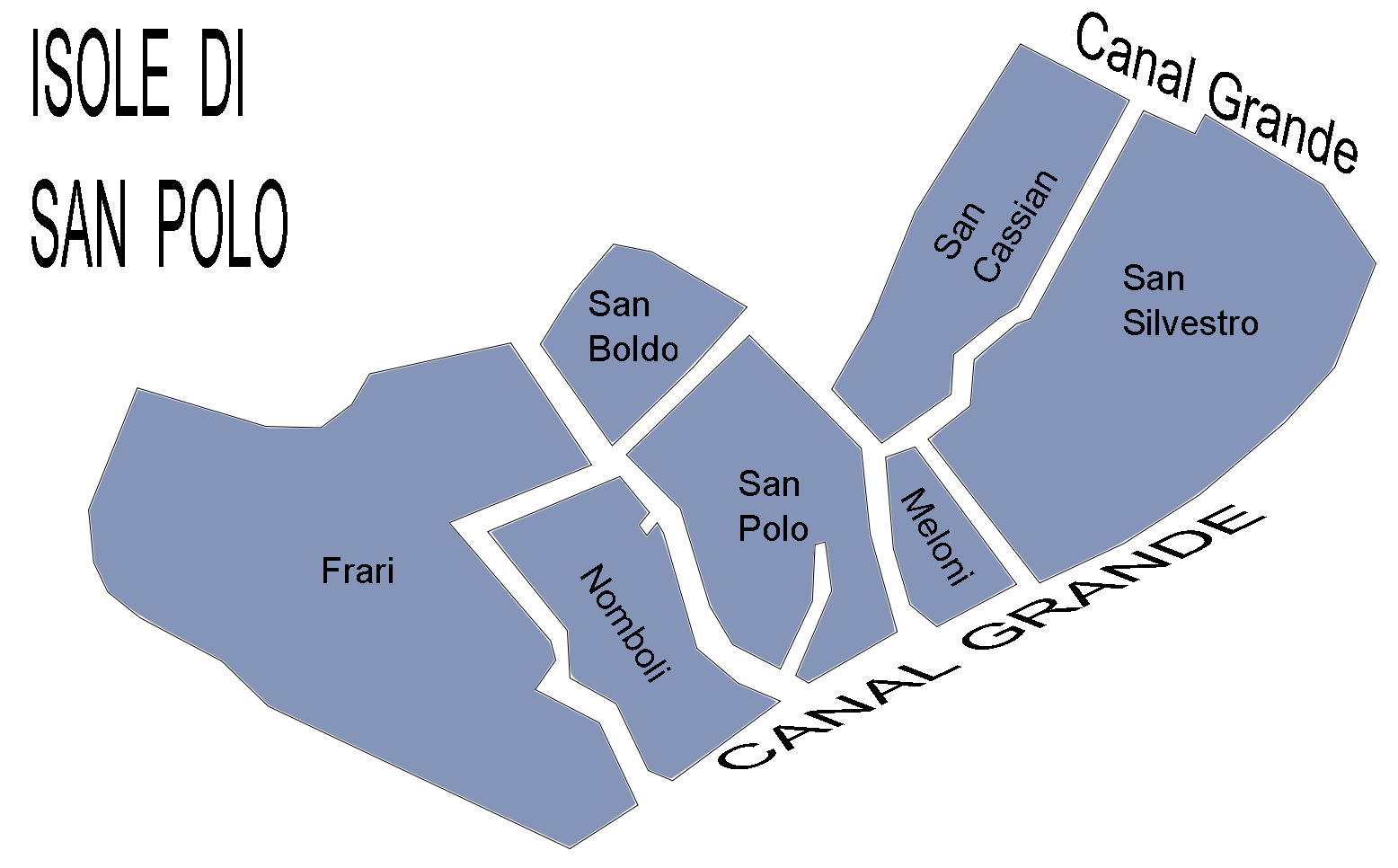
Carte des îles formant San Polo.

Le sestiere de San Polo est composé de plusieurs îles distinctes, séparées par des canaux. D'ouest en est, elles correspondent aux places ou rues suivantes :
- Campo dei Frari
- Calle dei Nomboli
- Campo San Boldo
- Campo San Polo
- Campiello dei Meloni
- Campo San Cassiano
- Campo San Silvestro

San Polo est limitrophe des sestieri suivants :
- Santa Croce à l'ouest
- Dorsoduro au sud-ouest
- San Marco au sud et à l'est
- Cannaregio au nord.

## Canaux

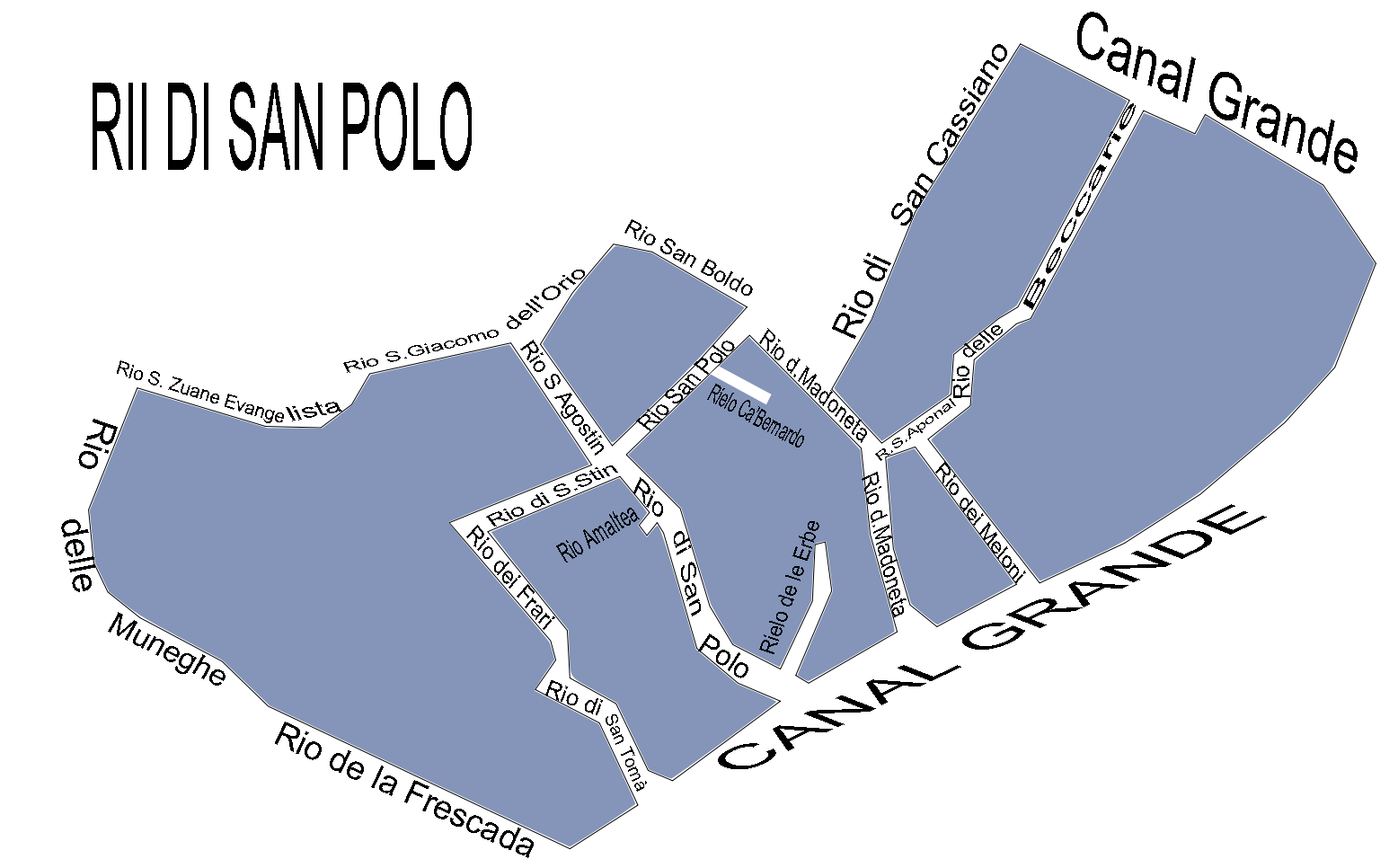
Carte des canaux de San Polo.

### Canaux limitrophes
En partant du nord et dans le sens des aiguilles d'une montre, San Polo est délimité par les canaux suivants :
- Grand Canal : forme la limite du sestiere à l'est et au sud-est, et le sépare de Cannaregio et de San Marco.

- Limite avec Dorsoduro :
  - Rio de la Frescada

- Limite avec Santa Croce :
  - Rio delle Muneghette (ou rio delle Sacchere)
  - Rio di San Giovanni Evangelista
  - Rio di San Giacomo dall'Orio
  - Rio de San Boldo
  - Rio di San Cassiano

### Canaux donnant sur l'extérieur
Les canaux suivants débouchent sur la limite du sestiere, en partant du nord et dans le sens des aiguilles d'une montre :
- Sur le Grand Canal :
  - Rio de le Becarie  (ou rio de la Pescheria)
  - Rio dei Meloni
  - Rio della Madonnetta
  - Rio de San Polo (ou rio Amalteo)
  - Rio di San Tomà

- Sur le rio di San Giacomo dall'Orio :
  - Rio de Sant'Agostin

- Sur le rio de San Boldo :
  - Rio de San Polo
  - Rio de la Madoneta

### Canaux intérieurs
Les canaux suivants sont intérieurs au sestiere :
- Rio dei Frari : relie le rio di San Tomà au rio di San Stin
- Rio de San Aponal : relie le rio della Madonnetta au rio de le Becarie
- Rio di San Stin : relie le rio de San Polo au rio dei Frari
- Rielo de le Erbe (ou rielo Priuli) : débouche sur le rio de San Polo
- Rielo San Antonio (ou rielo de Ca'Bernardo) : débouche sur le rio de San Polo
- Rio Amalteo : débouche sur le rio de San Polo

### Canaux enfouis
Les canaux suivants ont été enfouis :
- rio terà S. Silvestro o del Fontego  : relie le rio terà S. Aponal au Grand Canal
- rio terà S. Aponal   : relie le rio terà del Fontego au rio de San Aponal
- rio terà delle Carampane : relie le rio de San Aponal au rio de San Cassan
- rio terà San Antonio: relie le rielo San Antonio au campo San Polo
- rio terà del Librer  : relie le rielo de le Erbe au Campo San Polo
- rio terà dei Nomboli: relie le rio dei Frari au rio de San Polo